# 宋朝知苏州平江府军州府事列表

## 知苏州军州事
| 姓名     | 散官     | 阶官                        | 贴职                      | 上任时间                                      | 离任时间                                  | 离任原因                         |
| -------- | -------- | --------------------------- | ------------------------- | --------------------------------------------- | ----------------------------------------- | -------------------------------- |
| 阎像     |          |                             |                           | 太平兴国三年 （978年）                        |                                           |                                  |
| 梁周翰   |          |                             |                           | 五年 （980年）                                |                                           |                                  |
| 柴成务   |          |                             |                           | 八年 （983年）                                | 雍熙四年 （987年） 四月                   | 任满                             |
| 宋珰     |          |                             |                           | 淳化二年 （991年） 八月                       | 四年 （993年）                            | 卒                               |
| 魏庠     |          | 谏议大夫                    |                           | 四年 （993年） 五月                           | 是年 （993年） 十一月                     | 知越州                           |
| 陈省华   | 朝散大夫 | 吏部司员外郎                |                           | 至道元年 （995年）                            |                                           |                                  |
| 裴莊     | 朝奉郎   | 度支司郎中                  |                           | 咸平元年 （998年）                            |                                           |                                  |
| 乔维嶽   |          |                             |                           | 咸平元年 （998年）                            |                                           | 徒知寿州                         |
| 张去华   |          |                             |                           | 二年 （999年） 四月                           | 是年 （999年） 四月                       | 以疾分司西京                     |
| □仲华    |          |                             |                           | 四年 （1001年）                               | 五年 （1002年） 十一月                    | 改知杭州                         |
| 王贽     |          | 司封司员外郎                |                           | 五年 （1002年）                               |                                           |                                  |
| 梅询     | 朝散大夫 | 太常寺丞 ↓ 饲部司员外郎     | 直集贤院                  | 景德中                                        | 二年 （1005年）                           | 改两浙路转运副使                 |
| 皇甫选   |          | 太常寺博士                  |                           | 景德中                                        | 二年 （1005年） 十月                      |                                  |
| 刘师道   |          |                             |                           | 三年 （1006年）                               |                                           | 徒知秀州                         |
| 曾致尧   |          | 吏部司员外郎                |                           | 四年 （1007年） 八月                          |                                           | 徒知扬州                         |
| 黄震     | 承奉郎   | 太常寺博士 ↓ 屯田司员外郎   |                           | 大中祥符元年 （1008年） 十一月                | 五年 （1012年）                           |                                  |
| 秦义     |          | 崇仪使                      |                           | 五年 （1012年）                               | 九年 （1016年） 四月                      | 除提举在京诸司库务               |
| 方仲荀   |          | 屯田司员外郎                |                           | 九年 （1016年）                               |                                           |                                  |
| 梅询     |          | 饲部司员外郎 ↓ 刑部司员外郎 |                           | 九年 （1016年）                               | 天禧元年 （1017年） 三月                  | 除陕西路转运副使                 |
| 陈靖     |          | 兵部司郎中 ↓ 吏部司员外郎   | 直史馆                    | 天禧元年 （1017年） 四月                      |                                           |                                  |
| 孙冕     | 太中大夫 | 礼部司郎中                  | 直史馆                    | 天禧中                                        |                                           |                                  |
| 康孝基   | 朝奉大夫 | 都官司员外郎 ↓ 职方司员外郎 |                           | 五年 （1021年） 四月                          | 是年 （1021年） 十二月                    | 移知福州                         |
| 李适     | 中散大夫 | 度支司郎中                  |                           | 五年 （1021年） 十月                          | 天圣元年 （1023年） 正月                  | 移知泉州                         |
| 叶参     | 朝散大夫 | 刑部司郎中                  |                           | 二年 （1024年） 六月                          | 三年 （1025年） 七月                      | 迁广南西路提点刑狱公事           |
| 周寔     |          | 右谏议大夫 ↓ 给事中         |                           | 三年 （1025年） □月                           | 五年 （1027年） 五月                      | 移知凤翔府                       |
| 盛度     |          |                             |                           | 五年 （1027年） □月                           | 七年 （1029年） □月                       | 权知审刑院                       |
| 黄宗旦   |          | 工部司员外郎                | 直史馆                    | 七年 （1029年） □月                           |                                           |                                  |
| 王鬷     |          |                             |                           | 七年 （1029年） 四月                          | 九年 （1031年） 闰十月                    | 除三司盐铁副使                   |
| 朱异     |          | 给事中                      | 集贤院学士                | 明道元年 （1032年） 二月                      | 是年 （1032年） 八月                      | 以工部侍郎致仕                   |
| 崔轲     |          | 职方司员外郎                |                           | 明道元年 （1032年） 八月                      | 二年 （1033年） 五月                      | 徒广南西路转运使                 |
| 叶参     |          |                             |                           | 二年 （1033年） 四月                          | 景佑元年 （1034年） 十月                  | 徒知越州                         |
| 范仲淹   | 朝散大夫 | 右司谏 ↓ 礼部司员外郎       | 天章阁侍制                | 景佑元年 （1034年） 六月 是年 （1034年） 九月 | 是年 （1034年） 八月 二年 （1035年） 十月 | 徒知明州 召判国子监              |
| 陆若冲   |          | ↓ 工部司郎中                | ↓ 直史馆                  | 二年 （1035年） 八月                          | 四年 （1037年） 五月                      | 徒知扬州                         |
| 蒋堂     |          |                             |                           | 四年 （1037年） 五月                          | 是年 （1037年） □月                       | 判刑部事兼判三司户部勾院公事     |
| 柳植     |          | 刑部司员外郎                |                           | 四年 （1037年） 九月                          | 宝元元年 （1038年） 六月                  | 移知杭州                         |
| 张億     | 朝散大夫 | 刑部司员外郎                | 直史馆                    | 宝元元年 （1038年） 六月                      | 二年 （1039年） 三月                      | 徒知庐州                         |
| 柳灏     |          | ↓ 兵部司员外郎              |                           | 二年 （1039年） 闰十二月                      | 庆历元年 （1041年） 三月                  | 徒京东路转运使                   |
| 富严     | 朝散大夫 | 刑部司郎中                  |                           | 庆历元年 （1041年） 三月                      | 四年 （1044年） 十月                      | 移知泉州                         |
| 吕溱     |          | 秘书省著作佐郎              | 直集贤院                  | 三年 （1043年） 二月                          | 四年 （1044年） 三月                      | 除三司度支判官                   |
| 林潍     |          |                             |                           | 四年 （1044年） 八月                          | 六年 （1046年） 二月                      | 差知庐州                         |
| 赵□      |          | 兵部司员外郎                |                           | 六年 （1046年） 二月                          | 是年 （1046年） 七月                      | 丁母忧                           |
| 滕宗谅   |          |                             |                           | 七年 （1047年） 正月                          | 是年 （1047年） 正月                      | 卒                               |
| 胡宿     |          |                             |                           | 七年 （1047年） 五月                          | 八年 （1048年） 正月                      | 除两浙路转运使                   |
| 梅摯     |          | 户部司员外郎                |                           | 八年 （1048年） 正月                          | 皇祐元年 （1049年） 正月                  | 除三司度支副使                   |
| 蒋堂     |          | 左谏议大夫 ↓ 给事中         | 枢密直学士                | 皇祐元年 （1049年） 正月月                    | 三年 （1051年） 四月                      | 以礼部侍郎致仕                   |
| 王琪     |          | 度支司员外郎                | 龙图阁侍制                | 三年 （1051年） 四月                          | 四年 （1052年） 六月                      | 徒知润州                         |
| 李仲偃   |          | 兵部司员外郎                |                           | 四年 （1052年） □月                           | 至和元年 （1054年） □月                   | 分司南京                         |
| 邵餙     |          | 考功司郎中                  |                           | 至和元年 （1054年） □月                       | 是年 （1054年） 三月                      | 改知明州                         |
| 吕居简   |          | 光禄寺卿 ↓ 右谏议大夫       | ↓ 集贤院学士              | 至和元年 （1054年） 六月                      | 嘉祐二年 （1057年） □月                   | 改知梓州                         |
| 唐询     |          |                             |                           | 嘉祐二年 （1057年） 二月                      | 三年 （1058年） 六月                      | 徒知杭州                         |
| 王琪     |          | 工部司郎中 ↓ 度支司员外郎   |                           | 三年 （1058年） 七月                          | 四年 （1059年） 八月                      | 知饶州                           |
| 富严     |          |                             |                           | 嘉祐中                                        |                                           |                                  |
| 王彦臣   |          | 都官司员外郎                |                           | 嘉祐中                                        |                                           | 罢免                             |
| 蔡抗     |          |                             |                           | 六年 （1061年） □月                           | 七年 （1062年） 十月                      | 改除                             |
| 鞠真卿   |          | ↓ 太子中允                  | 集贤校理                  | 八年 （1063年） □月                           | 治平元年 （1064年） 四月                  | 除两浙路提点刑狱公事             |
| 陈经     | 朝奉郎   | 饲部司郎中                  |                           | 治平元年 （1064年） 五月                      | 二年 （1065年） 六月                      | 除判三司都理欠、凭由司           |
| 裴煜     |          | 秘书省校理                  |                           | 二年 （1065年） 九月                          | 三年 （1066年） 九月                      | 除判三司都磨勘司公事             |
| 沈扶     |          | 主客司员外郎 ↓ 金部司员外郎 |                           | 三年 （1066年） 九月                          | 熙宁二年 （1069年） 八月                  | 以在官不法，罢免                 |
| 李綖     |          |                             | 秘阁校理                  | 二年 （1069年） □月                           | 三年 （1070年） □月                       |                                  |
| 叶均     |          |                             |                           | 三年 （1070年） 五月                          |                                           |                                  |
| 陈安石   |          | 度支司郎中                  |                           | 四年 （1071年） □月                           | 四年 （1071年） □月                       | 移京东路转运使                   |
| 潘夙     |          |                             |                           |                                               | 五年 （1072年） 闰七月                    | 移知潭州                         |
| 唐诏     |          | 司封司郎中                  |                           | 五年 （1072年） 闰七月                        |                                           | 分司                             |
| 程师孟   |          |                             |                           | 熙宁中                                        |                                           |                                  |
| 黄履     |          |                             |                           | 六年 （1073年） □月                           | 是年 （1073年） 六月                      | 移知江宁府                       |
| 范锷     |          |                             |                           | 六年 （1073年） □月                           | 七年 （1074年） 十二月                    | 除京西路转运使司判官             |
| 王诲     | 朝散大夫 | 司勋司郎中                  |                           | 六年 （1073年） □月                           | 七年 （1074年） □月                       | 引嫌去官                         |
| 贾易     | 朝散郎   |                             |                           | 七年 （1074年） 十二月                        | 八年 （1075年） 二月                      | 除知徐州                         |
| 刘定     |          |                             |                           | 八年 （1075年） 二月                          | 八年 （1075年） □月                       |                                  |
| 滕甫     |          |                             |                           | 八年 （1075年） □月                           | 是年 （1075年） 十一月                    | 徒知扬州                         |
| 韩朴     |          | 度支司郎中 ↓ 司封司郎中     |                           | 八年 （1075年） □月                           |                                           |                                  |
| 杨景略   | 朝散郎   |                             | 龙图阁侍制                | 八年 （1075年） 十一月                        |                                           |                                  |
| 韩铎     |          | 度支司郎中                  |                           | 九年 （1076年） □月                           |                                           |                                  |
| 孙觉     |          | 右司谏                      |                           | 十年 （1077年） □月                           | 元丰元年 （1078年） □月                   | 移知福州                         |
| 晏知止   | 朝请大夫 | 司封司员外郎                |                           | 元丰中                                        |                                           |                                  |
| 章岵     | 朝散大夫 | 司封司郎中                  |                           | 元丰元年 （1078年） □月                       |                                           | 任满                             |
| 吴伯举   |          | 朝奉郎                      | 直秘阁                    | 三年 （1080年） 十月                          |                                           |                                  |
| 林希     |          | 朝散郎                      | 集贤殿修撰                | 元祐元年 （1086年） 九月                      | 是年 （1086年） 十一月                    | 引嫌，移知宣州                   |
| 刘淑     |          | 朝请大夫                    |                           | 二年 （1087年） 五月                          | 三年 （1088年） 八月                      | 除饲部司郎中                     |
| 刘珵     |          |                             |                           | 三年 （1088年） □月                           | 四年 （1089年） 五月                      | 离任                             |
| 王觌     |          | 承议郎                      | 直龙图阁                  | 元祐中                                        |                                           |                                  |
| 黄履     |          | 左朝奉郎                    | 天章阁侍制                | 元祐中                                        |                                           |                                  |
| 刘定     |          | 朝散大夫                    |                           | 元祐中                                        | 绍圣元年 （1094年） 二月                  | 除广南东路提点刑狱公事           |
| 吴居厚   |          | 左朝奉郎                    | 天章阁侍制 ↓ 集贤殿修撰   | 绍圣元年 （1094年） 五月                      | 是年 （1094年） 八月                      | 除江南、淮南、荆湖、两浙路发运使 |
| 蒋之翰   |          | 右朝散大夫                  |                           | 绍圣□年 （□年） □月                           | 三年 （1096年） 八月                      | 徒知荆南府                       |
| 贾青     |          | 朝散大夫                    |                           | 绍圣中                                        |                                           |                                  |
| 王子京   |          | 朝奉大夫                    |                           | 四年 （1097年） 五月                          |                                           |                                  |
| 吕公雅   |          |                             |                           | 元符二年 （1099年） 四月                      |                                           |                                  |
| 陈师锡   |          | 承议郎                      | 秘阁校理                  | 二年 （1099年） 闰九月                        | 三年 （1100年） 五月                      | 除殿中侍御史                     |
| 张公庠   |          | 左朝议大夫                  |                           | 三年 （1100年） 五月                          |                                           |                                  |
| 丰稷     |          |                             | 枢密直学士                | 建中靖國元年 （1101年） 十一月                |                                           | 改知越州                         |
| 林邵     |          | 朝散大夫                    |                           | 崇宁元年 （1102年） 六月                      | 是年 （1102年） 八月                      | 除卫尉寺卿                       |
| 宇文昌龄 |          | ↓ 左中散大夫                | 宝文阁侍制                | 崇宁元年 （1102年） 十月                      | 是年 （1102年） 十一月                    | 改知越州                         |
| 张恕     |          | 朝散大夫                    | 直秘阁                    | 崇宁中                                        | 二年 （1103年） 十月                      | 改知齐州                         |
| 黄诰     |          | 朝奉大夫                    | 直秘阁                    | 二年 （1103年） 八月                          | 三年 （1104年） 二月                      | 奉祠                             |
| 邵䶵     |          | 朝散大夫                    | 直龙图阁                  | 三年 （1104年） 三月                          |                                           | 卒                               |
| 王汉之   |          | 朝请郎                      | 显谟阁侍制                | 三年 （1104年） 八月                          | 四年 （1105年） 正月                      | 徒知潭州                         |
| 蔡渭     |          | 奉议郎                      | 直秘阁                    | 四年 （1105年） 四月                          | 是年 （1105年） 五月                      | 徒知亳州                         |
| 郭茂恂   |          | 朝请大夫                    | 直龙图阁                  | 四年 （1105年） 八月                          | 五年 （1106年） 三月                      | 除江南、淮南、荆胡、两浙路发运使 |
| 蹇序辰   |          | 中大夫                      | 龙图阁侍制                | 五年 （1106年） 正月                          | 是年 （1106年） 十二月                    | 坐事落职，提举杭州洞霄宫         |
| 许光疑   |          | 通直郎                      |                           | 五年 （1106年） 十二月                        | 是年 （1106年） 十二月                    | 罢免                             |
| 孙傑     |          | 朝请郎 ↓ 朝散大夫           | 直龙图阁 ↓ 集贤殿修撰     | 五年 （1106年） 十二月                        | 大观二年 （1108年） 三月                  | 除两浙路转运使                   |
| 吴拭     |          | 朝奉郎                      |                           | 二年 （1108年） 五月                          | 是年 （1108年） 十一月                    | 提举杭州洞霄宫                   |
| 蔡崈     |          |                             | 显谟阁侍制                | 二年 （1108年） 十一月                        | 三年 （1109年） 七月                      | 提举西京嵩山崇福宫               |
| 李孝夀   |          | 朝奉郎                      | ↓ 集贤殿修撰 ↓ 显谟阁侍制 | 三年 （1109年） 八月                          | 四年 （1110年） □月                       | 提举醴泉觀                       |
| 王诏     |          | 朝请大夫                    | 集贤殿修撰                | 四年 （1110年） 六月                          | 政和元年 （1111年） 三月                  | 除刑部侍郎                       |
| 马防     |          | 中大夫                      | 集贤殿修撰 ↓ 显谟阁侍制   | 政和元年 （1111年） 五月                      | 是年 （1111年） 九月                      | 除刑部侍郎                       |
| 盛章     |          | 朝请郎                      | 显谟阁侍制                | 政和元年 （1111年） 九月                      | 三年 （1113年） 闰四月                    | 除知真定府                       |
| 董正封   |          | □中散大夫                   | 集贤殿修撰 ↓ 徽猷阁侍制   | 三年 （1113年） 五月                          | 是年 （1113年） 五月                      | 改知杭州                         |

## 权摄
| 姓名   | 阶官                      | 贴职         | 上任时间                                          | 差遣官名                     | 离任原因                |
| ------ | ------------------------- | ------------ | ------------------------------------------------- | ---------------------------- | ----------------------- |
| 陆东   |                           |              | 天圣九年 （1031年）                               | 通判苏州军州事、权管勾军州事 |                         |
| 李宋卿 |                           |              | 景祐四年 （1037年） 六月                          | 通判苏州军州事、权管勾军州事 |                         |
| 李复圭 | 兵部司员外郎 ↓ 工部司郎中 |              | 嘉祐七年 （1062年） 冬                            | 权知苏州军州事               | 除淮南路转运使          |
| 严君貺 |                           |              | 熙宁五年 （1072年） 冬                            | 通判苏州军州事、权管勾军州事 |                         |
| 胡宗愈 |                           |              | 熙宁七年 （1074年） 秋                            | 通判苏州军州事、权管勾军州事 |                         |
| 吴安持 | 朝散郎                    |              | 元祐元年 （1086年） 八月                          | 权发遣苏州军州事             | 除将作监少监            |
| 祝安上 |                           |              | 元符二年 （1099年） □月                           | 通判苏州军州事、权管勾军州事 |                         |
| 许操   |                           |              | 政和七年 （1117年） 二月                          | 权管勾平江府军府事           |                         |
| 汤东野 | 中大夫                    | 徽猷阁直学士 | 建炎三年 （1129年） 九月                          | 权知平江府军府事             | 除知平江府军府事        |
| 向伯厚 |                           |              | 绍兴三年 （1133年） 四月                          | 权知平江府军府事             |                         |
| 孙佑   | 右朝散郎                  | 直秘阁       | 绍兴四年 （1134年） 正月                          | 权发遣平江府军府事           | 罢免                    |
| 林安宅 |                           |              | 绍兴八年 （1138年） 十一月                        | 暂知平江府军府事             | 交割                    |
| 林介   |                           |              | 庆元三年 （1197年） 四月 绍定元年 （1228年） 七月 | 权知平江府军府事             | 除太府寺少卿 除大理寺卿 |
| 马扬祖 | 朝奉郎                    |              | 宝祐六年 （1258年） 八月                          | 权发遣平江府军府事           | 除知平江府军府事        |
| 程元凤 | 金紫光禄大夫              | 观文殿大学士 | 景定元年 （1260年） 十月                          | 判平江府军府事               | 充醴泉观使              |
| 饶应龙 | 朝散郎                    | 直华文阁     |                                                   | 权知平江府军府事             |                         |
| 戴觉民 | 宣教郎                    | ↓ 直秘阁     | 德祐元年 （1275年） 四月                          | 权知平江府军府事             | 召赴行在                |
| 陈谦亨 | 朝请郎                    | 直宝文阁     | 德祐元年 （1275年） 四月                          | 权知平江府军府事             | 除知平江府军府事        |

## 知平江府军府事
| 姓名   | 阶官                                               | 贴职 加官                                | 上任时间                   | 离任时间                   | 离任原因                                                       |
| ------ | -------------------------------------------------- | ---------------------------------------- | -------------------------- | -------------------------- | -------------------------------------------------------------- |
| 盛章   | 朝散大夫                                           | 显谟阁直学士 ↓ 枢密直学士                | 政和三年 （1113年） 五月   | 是年 （1113年） 十二月     | 离任                                                           |
| 宋康年 | 中奉大夫 ↓ 中大夫 ↓ 太中大夫                       | 集贤殿修撰 ↓ 徽猷阁侍制                  | 政和三年 （1113年） 十二月 | 四年 （1114年） □月        |                                                                |
| 莊微   | 中大夫                                             | 徽猷阁侍制                               | 四年 （1114年） 九月       | 重和元年 （1118年） □月    | 奉祠                                                           |
| 应安道 | 中奉大夫 ↓ 通议大夫                                | 徽猷阁侍制 ↓ 徽猷阁直学士                | 重和元年 （1118年） 四月   | 二年 （1119年） 八月       | 提举江州太平观                                                 |
| 贾諲   | 太中大夫                                           | 徽猷阁侍制                               | 宣和二年 （1120年） □月    | 是年 （1120年） 七月       | 提举南京鸿庆宫                                                 |
| 楼异   | 朝请大夫                                           | 徽猷阁侍制 ↓ 徽猷阁直学士                | 三年 （1121年） 七月       | 五年 （1123年） □月        | 乞祠                                                           |
| 胡直孺 | 朝请大夫 ↓ 中奉大夫                                | 秘阁修撰                                 | 五年 （1123年） □月        | 七年 （1125年） 正月       | 除江南、淮南、荆湖、两浙路发运副使                             |
| 李伦   | 朝散郎 ↓ 朝散大夫                                  | 徽猷阁直学士                             | 七年 （1125年） 正月       | 靖康元年 （1126年） 四月   | 以附朱缅落职罢免                                               |
| 王靓   | 通议大夫                                           | 显谟阁侍制                               | 靖康元年 （1126年） 四月   | 是年 （1126年） 九月       | 罢免                                                           |
| 郑滋   | 朝奉大夫                                           | 徽猷阁侍制                               | 靖康元年 （1126年） 十月   | 建炎元年 （1127年） 七月   | 为两浙路转运使司判官顾彦成劾，责授秘书省监、分司南京、筠州居住 |
| 赵岍   | 奉直大夫 ↓ 中散大夫                                |                                          | 建炎元年 （1127年） 七月   |                            |                                                                |
| 孙觌   | 承议郎                                             | 徽猷阁侍制                               | 二年 （1128年） 正月       | 是年 （1128年） 六月       | 召赴行在                                                       |
| 汤东野 | 中大夫                                             | 秘阁修撰 ↓ 徽猷阁侍制                    | 二年 （1128年） □月        | 三年 （1129年） 六月       | 扈隆祐皇太后至建康府，试户部侍郎                               |
| 孙觌   | 朝奉郎                                             | 龙图阁直学士                             | 三年 （1129年） 四月       | 是年 （1129年） 闰八月     | 论罢                                                           |
| 李邴   | 中大夫                                             | 资政殿学士                               | 三年 （1129年） 九月       | 是年 （1129年） 九月       | 落职罢免，除宫祠                                               |
| 汤东野 | 中大夫                                             | 徽猷阁直学士                             | 三年 （1129年） 九月       | 四年 （1130年） 七月       | 除江南路都转运使                                               |
| 胡松年 | 朝请郎                                             | 右文殿修撰                               | 四年 （1130年） 九月       | 绍兴二年 （1132年） 闰四月 | 罢免                                                           |
| 李弥大 | 朝散郎 ↓ 左朝请郎                                  | 显谟阁直学士                             | 二年 （1132年） 闰四月月   | 是年 （1132年） 五月       | 提举江州太平观                                                 |
| 席益   | 左朝奉郎 ↓ 左朝请郎                                | 集英殿修撰                               | 二年 （1132年） 五月       | 是年 （1132年） 八月       | 召赴行在                                                       |
| 李擢   | 左朝请郎                                           | 徽猷阁侍制                               | 二年 （1132年） 十二月     | 三年 （1133年） 三月       | 除工部侍郎                                                     |
| 宋伯友 | 左太中大夫                                         | 徽猷阁直学士                             | 三年 （1133年） 八月       | 是年 （1133年） 十一月     | 提举江州太平观                                                 |
| 赵子划 | 左朝奉大夫                                         | 徽猷阁直学士                             | 五年 （1135年） 二月       | 是年 （1135年） 七月       | 召赴行在                                                       |
| 李光   | 左朝奉郎                                           | 显谟阁直学士                             | 五年 （1135年） 七月       | 是年 （1135年） 十一月     | 召赴行在                                                       |
| 张守   | 右中大夫                                           | 资政殿大学士                             | 五年 （1135年） 十二月     | 六年 （1136年） 四月       | 提举临安府洞霄宫                                               |
| 章谊   | 左通议大夫                                         | 龙图阁直学士                             | 六年 （1136年） 八月       | 七年 （1137年） 八月       | 召赴行在                                                       |
| 梁汝嘉 | 右朝散大夫                                         | 宝文阁直学士                             | 七年 （1137年） 九月       | 八年 （1138年） 七月       | 改知台州                                                       |
| 向子諲 | 右朝请大夫                                         | 徽猷阁直学士                             | 八年 （1138年） 八月       | 是年 （1138年） 十一月     | 致仕                                                           |
| 欧阳懋 | 左中奉大夫                                         | 徽猷阁侍制                               | 九年 （1139年） 正月       | 是年 （1139年） 五月       | 提举江州太平观                                                 |
| 赵霈   | 左朝议大夫                                         | 徽猷阁直学士                             | 九年 （1139年） 八月       | 十年 （1140年） 六月       | 改知秀州                                                       |
| 梁汝嘉 | 右朝散大夫                                         | 宝文阁直学士                             | 十年 （1140年） 六月       | 十一年 （1141年） 七月     | 改知明州                                                       |
| 仇悆   |                                                    | 徽猷阁侍制                               | 十一年 （1141年） 七月     | 是年 （1141年） 七月       | 提举江州太平观                                                 |
| 张宗元 | 左朝议大夫                                         | 宝文阁直学士                             | 十一年 （1141年） 八月     | 十三年 （1143年） 正月     | 改知静江府                                                     |
| 周葵   | 左承议郎                                           | 直秘阁                                   | 十三年 （1143年） 正月     | 十四年 （1144年） 正月     | 罢免                                                           |
| 王㬇   | 右通奉大夫                                         | 宝文阁直学士 ↓ 宝文阁学士                | 十四年 （1144年） 三月     | 十七年 （1147年） 正月     | 提举江州太平兴国宫                                             |
| 郑滋   | 左太中大夫                                         | 显谟阁直学士                             | 十七年 （1147年） 三月     | 十八年 （1148年） 五月     | 改知建康府                                                     |
| 俞俟   | 右中大夫                                           | 敷文阁直学士                             | 十八年 （1148年） 五月     | 十九年 （1149年） 三月     | 改知建康府                                                     |
| 王晌   | 右奉直大夫                                         | ↓ 直秘阁                                 | 十九年 （1149年） 三月     | 是年 （1149年） 十一月     | 改知建康府                                                     |
| 周三畏 | 右朝请大夫                                         | 敷文阁侍制                               | 十九年 （1149年） 十二月   | 二十年 （1150年） 三月     | 提举江州太平兴国宫                                             |
| 徐琛   | 右中奉大夫                                         | 敷文阁侍制 ↓ 敷文阁直学士                | 二十年 （1150年） 五月     | 二十三年 （1153年） 三月   | 提举江州太平兴国宫                                             |
| 李朝正 | 左朝请郎                                           |                                          | 二十三年 （1153年） 四月   | 二十四年 （1154年） 十一月 | 罢免                                                           |
| 汤鹏举 | 左中大夫                                           | 直龙图阁                                 | 二十五年 （1155年） 正月   | 是年 （1155年） 七月       | 以右正言张扶论其贪污                                           |
| 王會   | 右朝奉大夫                                         | 敷文阁学士                               | 二十五年 （1155年） 八月   | 是年 （1155年） 十一月     | 改知建康府                                                     |
| 孟忠厚 | 保宁军节度使                                       |                                          | 二十六年 （1156年） 二月   | 是年 （1156年） 十一月     | 判绍兴府                                                       |
| 蒋㻧   | 右中大夫                                           | 集英殿修撰 ↓ 敷文阁侍制                  | 二十七年 （1157年） 二月   | 二十八年 （1158年） 十月   | 提举洪州玉隆观                                                 |
| 陈正同 | 右朝奉郎                                           | 敷文阁侍制                               | 二十八年 （1158年） 十二月 | 三十年 （1160年） 三月     | 提举江州太平兴国宫                                             |
| 朱翌   | 左朝奉大夫                                         | 秘阁修撰 ↓ 敷文阁侍制                    | 三十年 （1160年） 三月     | 三十一年 （1161年） 三月   | 罢免                                                           |
| 洪遵   | 左朝请郎                                           | 徽猷阁直学士                             | 三十一年 （1161年） 五月   | 三十二年 （1162年） 五月   | 除翰林学士                                                     |
| 沈介   | 左朝奉大夫                                         | ↓ 敷文阁侍制 ↓ 敷文阁直学士              | 三十二年 （1162年） 七月   | 是年 （1162年） 十一月     | 除四川安抚制置使兼知成都府                                     |
| 陈之茂 | 左朝散郎                                           | 直秘阁 ↓ 直显谟阁                        | 三十二年 （1162年） 十二月 | 隆兴元年 （1163年） 四月   | 改知建康府                                                     |
| 张孝祥 | 左承议郎                                           | 集贤殿修撰                               | 隆兴元年 （1163年） 五月   | 二年 （1164年） 二月       | 召赴行在                                                       |
| 陈汉   | 右中奉大夫                                         | 直敷文阁                                 | 二年 （1164年） 三月       | 是年 （1164年） 七月       | 主管台州崇道观                                                 |
| 虞允文 | 左朝请大夫                                         | 显谟阁学士                               | 二年 （1164年） 十月       | 是年 （1164年） 十一月     | 召赴行在                                                       |
| 沈度   | 右朝散大夫                                         | 直秘阁                                   | 二年 （1164年） 十一月     | 乾道二年 （1166年） 七月   | 召赴行在                                                       |
| 沈介   | 左朝请大夫                                         | 显谟阁直学士                             | 二年 （1166年） 七月       | 三年 （1167年） 四月       | 召赴行在                                                       |
| 姚宪   | 右朝散郎 ↓ 右朝请郎 ↓ 右朝奉大夫                   | 直秘阁                                   | 三年 （1167年） 五月       | 五年 （1169年） 三月       | 除两浙路转运使司判官                                           |
| 徐嚞   | 左中大夫                                           | 敷文阁侍制 ↓ 徽猷阁直学士                | 五年 （1169年） 四月       | 六年 （1170年） 四月       | 提举江州太平兴国宫                                             |
| 汪应辰 | 左中奉大夫                                         | 端明殿学士                               | 六年 （1170年） 五月       | 是年 （1170年） 九月       | 提举江州太平兴国宫                                             |
| 魏杞   | 左宣奉大夫                                         | 观文殿学士                               | 六年 （1170年） 五月       | 七年 （1171年） 十二月     | 提举临安府洞霄宫                                               |
| 向汮   | 右朝议大夫                                         | 直徽猷阁                                 | 八年 （1172年） 正月       | 是年 （1172年） 六月       | 主管台州崇道观                                                 |
| 邱崈   | 右承议郎 ↓ 右朝奉郎                                | 直秘阁                                   | 八年 （1172年） 七月       | 九年 （1173年） 四月       | 主管台州崇道观                                                 |
| 方滋   | 左太中大夫                                         | 敷文阁直学士 ↓ 敷文阁学士                | 九年 （1173年） 五月       | 是年 （1173年） 七月       | 提举江州太平兴国宫                                             |
| 马希言 | 朝散大夫                                           | 直敷文阁                                 | 九年 （1173年） 七月       | 淳熙元年 （1174年） 七月   | 罢免                                                           |
| 韩彦古 | 朝奉大夫                                           | 直秘阁                                   | 淳熙元年 （1174年） 七月   | 是年 （1174年） 九月       | 丁母忧                                                         |
| 莫漳   | 承议郎                                             | 直秘阁                                   | 淳熙元年 （1174年） 十月   | 是年 （1174年） 十一月     | 除宫观                                                         |
| 韩彦古 | 朝奉大夫                                           | 秘阁修撰 ↓ 敷文阁侍制                    | 二年 （1175年） 正月       | 是年 （1175年） 八月       | 罢免                                                           |
| 陈峴   | 朝散大夫 ↓ 朝请大夫                                | 直敷文阁 ↓ 直徽猷阁 ↓ 秘阁修撰           | 二年 （1175年） 八月       | 五年 （1178年） 七月       | 召赴行在                                                       |
| 单夔   | 朝奉大夫                                           | 敷文阁侍制                               | 五年 （1178年） 九月       | 六年 （1179年） 三月       | 提举江州太平兴国宫                                             |
| 司马伋 | 中奉大夫                                           | 敷文阁侍制                               | 六年 （1179年） 四月       | 是年 （1179年） 八月       | 提举江州太平兴国宫                                             |
| 王佐   | 朝请大夫 ↓ 朝议大夫                                | 显谟阁侍制                               | 六年 （1179年） 十二月     | 七年 （1180年） 十一月     | 改知临安府                                                     |
| 韩彦质 | 朝请大夫                                           | 秘阁修撰                                 | 七年 （1180年） 十二月     | 九年 （1182年） 七月       | 除太府寺少卿、总领淮西江东军马钱粮，专一报发御前军马文字       |
| 耿秉   | 奉议郎 ↓ 承议郎                                    | 直秘阁 ↓ 直徽猷阁 ↓ 直龙图阁             | 九年 （1182年） 七月       | 十年 （1183年） 十月       | 改知镇江府                                                     |
| 谢师稷 | 朝散大夫                                           | 集英殿修撰                               | 十年 （1183年） 十月       | 十一年 （1184年） 十一月   | 主管建宁府武夷山冲佑观                                         |
| 邱崈   | 朝奉大夫                                           | 直徽猷阁                                 | 十一年 （1184年） 十二月   | 十二年 （1185年）          | 除两浙东路安抚使                                               |
| 何万   | 朝散大夫                                           | ↓ 直徽猷阁                               | 十三年 （1186年） 正月     | 是年 （1186年） 六月       | 改知明州                                                       |
| 王希吕 | 中大夫                                             | 龙图阁学士                               | 十三年 （1186年） 八月     | 十四年 （1187年） 四月     | 召赴行在                                                       |
| 赵彦操 | 朝议大夫 ↓ 中奉大夫                                | 秘阁修撰 ↓ 右文殿修撰 ↓ 集英殿修撰       | 十四年 （1187年） 八月     | 绍熙元年 （1190年） 三月   | 改知镇江府                                                     |
| 袁说友 | 朝议大夫                                           | 直秘阁                                   | 绍熙元年 （1190年） 三月   | 二年 （1191年） 五月       | 召赴行在                                                       |
| 沈揆   | 中大夫                                             | 秘阁修撰                                 | 二年 （1191年） 六月       | 四年 （1193年） 二月       | 除司农寺卿                                                     |
| 王尚之 | 朝奉大夫                                           | 直龙图阁                                 | 四年 （1193年） 三月       | 是年 （1193年） 三月       | 致仕                                                           |
| 雷潨   | 朝散大夫 ↓ 朝请大夫                                | 直焕章阁                                 | 四年 （1193年） 七月       | 五年 （1194年） 九月       | 主管建宁府武夷山冲佑观                                         |
| 王溉   | 朝散大夫 ↓ 朝请大夫                                | 直秘阁                                   | 五年 （1194年） 十一月     | 庆元二年 （1196年） 二月   | 除两浙路转运副使                                               |
| 郑若容 | 朝散大夫                                           | 直秘阁                                   | 二年 （1196年） 三月       |                            |                                                                |
| 虞儔   | 朝散大夫 ↓ 朝请大夫                                | 直焕章阁 ↓ 直显谟阁                      | 二年 （1196年） 十二月     | 三年 （1197年） 十一月     | 除江南西路转运副使                                             |
| 刘诚之 | 朝奉大夫 ↓ 朝散大夫                                | 直秘阁 ↓ 直敷文阁                        | 四年 （1198年） 六月       | 五年 （1199年） 六月       | 改知夔州                                                       |
| 赵不艰 | 朝散大夫 ↓ 朝请大夫                                | 直秘阁 ↓ 直焕章阁 ↓ 直显谟阁             | 五年 （1199年） 六月       |                            |                                                                |
| 张抑   | 中大夫 ↓ 太中大夫                                  | 敷文阁学士 ↓ 宝文阁学士                  | 嘉泰二年 （1202年） 三月   | 三年 （1203年） 三月       | 除宫观                                                         |
| 张严   | 正奉大夫                                           | 资政殿学士 ↓ 资政殿大学士                | 三年 （1203年） 三月       | 四年 （1204年） 正月       | 改知扬州                                                       |
| 李大性 | 太中大夫                                           | 宝谟阁直学士 ↓ 焕章阁直学士              | 四年 （1204年） 七月       | 开禧二年 （1206年） 四月   | 改知福州                                                       |
| 张泽   | 朝请郎                                             | ↓ 龙图阁侍制                             | 二年 （1206年） 五月       | 是年 （1206年） 十月       | 召赴行在                                                       |
| 沈作賓 | 中大夫 ↓ 太中大夫                                  | 龙图阁侍制                               | 二年 （1206年） 十一月     | 三年 （1207年） 三月       | 改知镇江府                                                     |
| 林采   | 通议大夫                                           | 宝谟阁侍制                               | 三年 （1207年） 四月       | 三年 （1207年） 十一月     | 除宫观                                                         |
| 李大异 | 朝奉大夫 ↓ 朝散大夫 ↓ 朝请大夫                     | 徽猷阁侍制 ↓ 宝谟阁直学士                | 嘉定元年 （1208年） 四月   | 三年 （1210年） 正月       | 改知建康府                                                     |
| 赵希怿 | 朝奉郎 ↓ 朝散郎                                    | 龙图阁侍制 ↓ 焕章阁直学士 ↓ 显谟阁直学士 | 三年 （1210年） 四月       | 五年 （1212年） 正月       | 改知太平州                                                     |
| 陈芾   | 朝散郎                                             | ↓ 直秘阁                                 | 五年 （1212年） 二月       | 七年 （1214年） 九月       | 除度支司郎中                                                   |
| 沈皞   | 奉直大夫 ↓ 朝议大夫                                | 秘阁修撰                                 | 七年 （1214年） 九月       | 十年 （1217年） 四月       | 除两浙东路提点刑狱公事                                         |
| 赵彦橚 | 朝请大夫                                           | 集英殿修撰 ↓ 宝谟阁侍制                  | 十年 （1217年） 六月       | 十一年 （1218年） 七月     | 致仕                                                           |
| 李大性 | 正奉大夫                                           | 端明殿学士                               | 十二年 （1219年） 三月     | 是年 （1219年） 六月       | 提举西京嵩山崇福宫                                             |
| 綦奎   | 朝散郎 ↓ 朝奉大夫 ↓ 朝散大夫                       | 敷文阁侍制                               | 十二年 （1219年） 十二月   | 十五年 （1222年） 五月     | 主管亳州明道宫                                                 |
| 赵汝述 | 正议大夫 ↓ 正奉大夫                                | 文华阁直学士 ↓ 徽猷阁直学士              | 十五年 （1222年） 五月     | 是年 （1222年） 十二月     | 致仕                                                           |
| 沈皞   | 太中大夫 ↓ 通议大夫                                | 集英殿修撰 ↓ 宝谟阁侍制 ↓ 焕章阁侍制     | 十六年 （1223年） 七月     | 宝庆元年 （1225年） 五月   | 提举安庆府真源万寿宫                                           |
| 王元春 | 中大夫                                             | 右文殿修撰                               | 宝庆元年 （1225年） 六月   | 三年 （1227年） 四月       | 除大理寺卿                                                     |
| 章良朋 | 朝奉大夫                                           | 直宝谟阁                                 | 绍定元年 （1228年） 三月   | 是年 （1228年） 七月       | 致仕                                                           |
| 李夀朋 | 朝请大夫                                           | 直宝谟阁                                 | 绍定元年 （1228年） 十二月 | 二年 （1229年） 十月       | 除荆湖北路转运使司判官                                         |
| 朱在   | 朝请大夫                                           | 直宝谟阁 ↓ 焕章阁侍制                    | 二年 （1229年） 十一月     | 三年 （1230年） 十一月     | 改知袁州                                                       |
| 吴渊   | 宣教郎 ↓ 奉议郎                                    | 直焕章阁                                 | 三年 （1230年） 十二月     | 四年 （1231年） 七月       | 除两浙西路提点刑狱公事                                         |
| 邹应博 | 朝奉大夫 ↓ 中奉大夫                                | 直秘阁                                   | 四年 （1231年） 九月       | 六年 （1233年） 十一月     | 召赴行在                                                       |
| 杨晔   | 正奉大夫                                           | 徽猷阁学士                               | 六年 （1233年） 十二月     | 端平元年 （1234年） 三月   | 提举隆兴府玉隆万寿宫                                           |
| 赵立夫 | 中大夫                                             | 秘阁修撰                                 | 端平元年 （1234年） 三月   | 是年 （1234年） 八月       | 除枢密院副都承旨                                               |
| 张嗣古 | 中大夫                                             | 右文殿修撰                               | 端平元年 （1234年） 十月   | 三年 （1236年） 正月       | 召赴行在                                                       |
| 王遂   | 朝奉大夫                                           | 焕章阁侍制 ↓ 敷文阁侍制                  | 三年 （1236年） 七月       | 嘉熙元年 （1237年） 七月   | 差知庆元府                                                     |
| 吴潜   | 朝请大夫                                           |                                          | 嘉熙元年 （1237年） 八月   | 二年 （1238年） 正月       | 除宫观                                                         |
| 史宅之 | 朝议大夫                                           | 徽猷阁侍制 ↓ 宝文阁侍制                  | 二年 （1238年） 闰四月     | 三年 （1239年） 正月       | 召赴行在                                                       |
| 赵与   | 中奉大夫                                           | 直敷文阁                                 | 三年 （1239年） 四月       | 淳祐元年 （1241年） 二月   | 除中书门下省检正诸房公事                                       |
| 史宅之 | 太中大夫                                           | 焕章阁直学士                             | 淳祐元年 （1241年） 三月   |                            |                                                                |
| 陈塏   | 中大夫                                             | 右文殿修撰                               | 三年 （1243年） 二月       | 四年 （1244年） 四月       | 除太府寺卿                                                     |
| 魏峻   | 朝散大夫 ↓ 朝请大夫 ↓ 朝议大夫 ↓ 中奉大夫 ↓ 中大夫 | 集英殿修撰 ↓ 宝章阁侍制                  | 五年 （1245年） 四月       | 六年 （1246年） 三月       | 除刑部侍郎                                                     |
| 徐鹿卿 | 朝奉大夫                                           | 右文殿修撰                               | 六年 （1246年） 闰四月     | 七年 （1247年） 四月       | 召赴行在                                                       |
| 吴渊   | 太中大夫                                           | 龙图阁学士                               | 七年 （1247年） 八月       | 八年 （1248年） 五月       | 改知太平州                                                     |
| 郑霖   | 朝奉大夫 ↓ 朝散大夫                                | ↓ 直宝章阁 ↓ 直华文阁                    | 八年 （1248年） 七月       |                            |                                                                |
| 余晦   | 朝奉大夫 ↓ 朝散大夫 ↓ 朝请大夫                     | 直宝章阁                                 | 十一年 （1251年） 六月     | 十二年 （1252年） 正月     | 除右司郎官                                                     |
| 余天任 | 中大夫                                             | 宝章阁侍制                               | 十二年 （1252年） 六月     | 宝祐元年 （1253年） 四月   | 除兵部侍郎                                                     |
| 赵盥訔 | 朝散大夫                                           | 直宝章阁                                 | 宝祐元年 （1253年） 十月   |                            |                                                                |
| 赵汝历 | 朝奉郎 ↓ 朝奉大夫                                  | 直宝章阁                                 | 二年 （1254年） 二月       | 三年 （1255年） 七月       | 离任                                                           |
| 赵与   |                                                    | 观文殿学士                               | 三年 （1255年） 八月       | 四年 （1256年） 三月       | 除两浙西路提点刑狱公事                                         |
| 余晦   |                                                    | ↓ 宝章阁侍制                             | 六年 （1258年） 三月       | 是年 （1258年） 八月       | 离任                                                           |
| 马扬祖 | 朝奉郎 ↓ 朝散郎                                    | 直秘阁                                   | 六年 （1258年） 九月       | 开庆元年 （1259年） 三月   | 除宫观                                                         |
| 洪燾   | 朝散郎                                             | 直宝文阁 ↓ 直敷文阁                      | 开庆元年 （1259年） 十月   | 景定元年 （1260年） 五月   | 除两浙西路转运使司判官                                         |
| 赵与   |                                                    | 观文殿学士                               | 景定元年 （1260年） 七月   | 是年 （1260年） 八月       | 除宫观                                                         |
| 王㷍   | 通议大夫                                           | 龙图阁学士                               | 二年 （1261年） 十一月     | 三年 （1262年） 二月       | 除宫观                                                         |
| 朱熠   | 通奉大夫                                           | 观文殿学士                               | 三年 （1262年） 三月       | 四年 （1263年） 正月       | 除宫观                                                         |
| 包恢   | 太中大夫                                           | 华文阁直学士                             | 四年 （1263年） 二月       | 是年 （1263年） 八月       | 召赴行在奏事                                                   |
| 赵盥訔 | 通议大夫                                           | 敷文阁侍制                               | 四年 （1263年） 九月       |                            |                                                                |
| 陈均   | 中奉大夫                                           | 直焕章阁 ↓ 直敷文阁                      | 五年 （1264年） 五月       | 咸淳元年 （1265年） 七月   | 召赴行在奏事                                                   |
| 季镛   | 朝奉大夫                                           | 右文殿修撰                               | 咸淳元年 （1265年） 十月   | 三年 （1267年） 正月       | 除司农寺卿                                                     |
| 陈梦斗 | 太中大夫                                           | 显文阁侍制                               | 三年 （1267年） 三月       | 是年 （1267年） 七月       | 除宫观                                                         |
| 黄万石 | 承议郎                                             | 集英殿修撰                               | 三年 （1267年） 九月       | 四年 （1268年） 八月       | 罢免                                                           |
| 赵顺孙 | 朝散郎                                             | 显文阁侍制                               | 四年 （1268年） 九月       | 五年 （1269年） 五月       | 除吏部左选侍郎                                                 |
| 黄镛   | 奉议郎                                             | 右文殿修撰                               | 五年 （1269年） 八月       | 六年 （1270年） 三月       | 除宫观                                                         |
| 常懋   | 朝奉大夫                                           | 集英殿修撰                               | 六年 （1270年） 五月       | 七年 （1271年） 四月       | 改知绍兴府兼两浙东路安抚使                                     |
| 倪普   | 朝请郎                                             | 直显谟阁                                 | 七年 （1271年） 九月       | 九年 （1273年） 二月       | 除秘书省监兼侍读                                               |
| 潜说友 |                                                    | 显文阁直学士                             | 九年 （1273年） 闰六月     | 德祐元年 （1275年） 四月   | 论罢                                                           |
| 陈谦亨 | 朝请郎 ↓ 朝奉大夫                                  | 直宝章阁 ↓ 直宝谟阁                      | 德祐元年 （1275年） 七月   | 是年 （1275年） 八月       | 除司农寺少卿                                                   |
| 文天祥 | 朝奉大夫                                           | 集英殿修撰 ↓ 端明殿学士                  | 德祐元年 （1275年） 九月   | 是年 （1275年） 十一月     | 召入卫                                                         |
| 张世傑 | 保康军节度使                                       | 龙卫神卫四厢都指挥使                     | 德祐元年 （1275年） 十一月 | 是年 （1275年） 十二月     | 城陷，召入卫                                                   |

## 未赴任
| 姓名   | 除授时间                                         | 未上任原因         |
| ------ | ------------------------------------------------ | ------------------ |
| 辛若渝 | 庆历四年 （1044年） 五月                         | 不赴               |
| 齐廓   | 庆历七年 （1047年） 三月                         | 不赴               |
| 李绚   | 皇祐四年 （1052年） 六月                         | 卒                 |
| 张讽   | 熙宁七年 （1074年） 七月                         | 改知明州           |
| 张说   | 元丰元年 （1078年） □月 元祐元年 （1086年） 五月 | 改知成都府 不赴    |
| 章惇   | 元祐三年 （1088年） 四月                         | 辞免，丁父忧       |
| 章衡   | 绍圣元年 （1094年） 三月                         | 不赴               |
| 杨级   | 绍圣元年 （1094年） 闰四月                       | 不赴               |
| 吕惠卿 | 绍圣元年 （1094年） 闰四月                       | 改知江宁府         |
| 王博闻 | 崇宁四年 （1105年） 五月                         | 不赴               |
| 叶棣   | 大观二年 （1108年） 十月                         | 仍知颍州           |
| 王璹   | 政和三年 （1113年） 九月                         | 依旧任京西路转运使 |
| 霍端友 | 政和四年 （1114年） □月                          | 改知陈州           |
| 朱胜非 | 建炎三年 （1129年） 五月                         | 不赴               |
| 赵鼎   | 绍兴二年 （1132年） 八月                         | 未到               |
| 陈克敬 | 绍兴三年 （1133年） 四月                         | 不赴               |